# Velika Trnava
Velika Trnava is een plaats in de gemeente Hercegovac in de Kroatische provincie Bjelovar-Bilogora. De plaats telt 337 inwoners (2001).